# Музей железных дорог Литвы
Музе́й желе́зных доро́г (лит. Geležinkelių muziejus) — музей, собирающий, хранящий и пропагандирующий музейные ценности, связанные с историей железных дорог и их функционированием в Литве. Находится в Вильнюсе, размещаясь в здании железнодорожного вокзала по адресу улица Гяляжинкелю 16 (Geležinkelio g. 16). Директор музея — Виталия Лапенене. Учредитель и спонсор музея — акционерное общество «Литовские железные дороги» („Lietuvos geležinkeliai“).
Музей открыт с 9 до 17 часов (вторник — пятница), по субботам с 9 до 16. Цена билета для взрослых 1,5 евро, для школьников и пенсионеров 0,8 евро.

## История

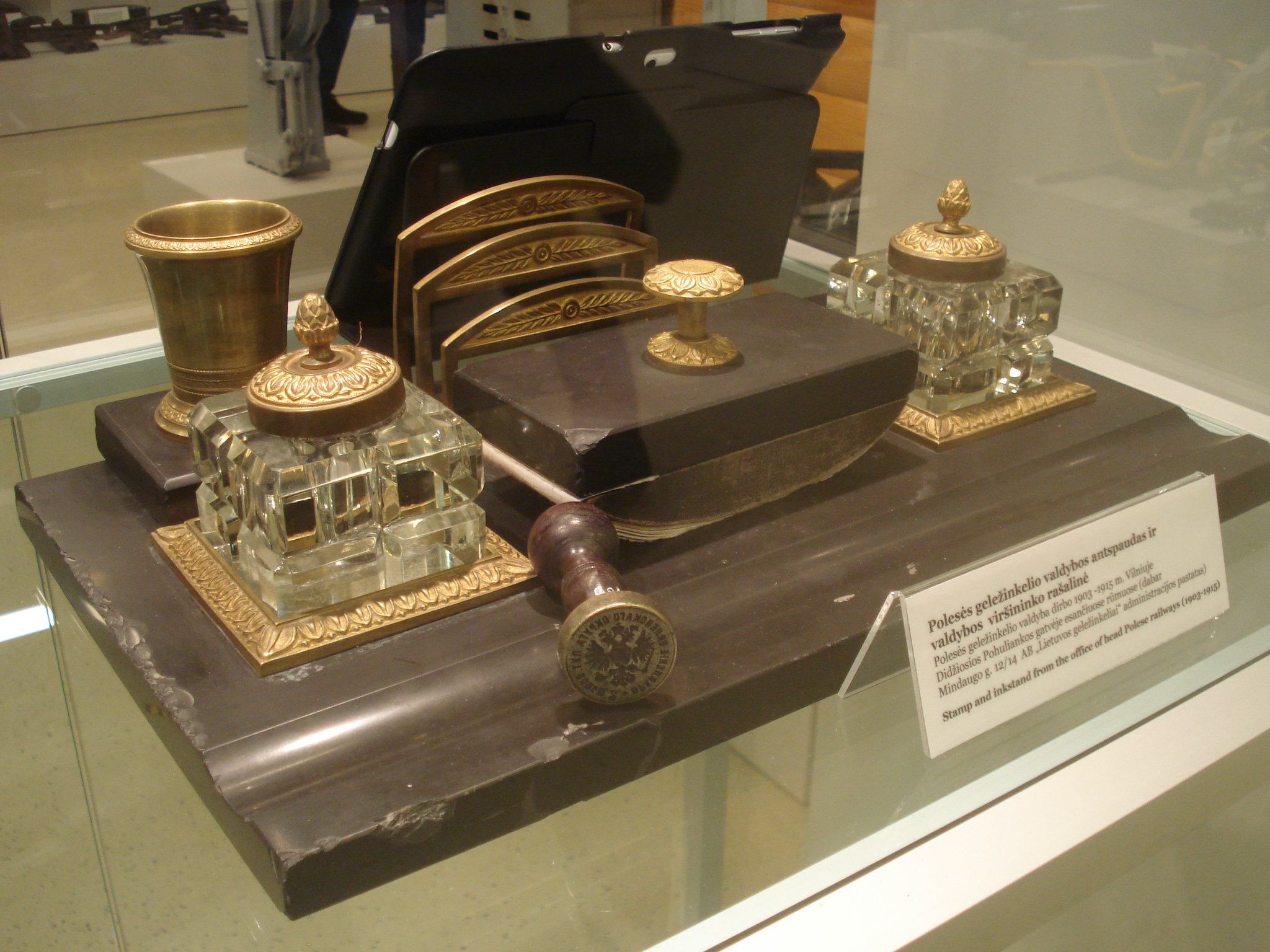
Чернильный прибор и печать начальника управления Полесских железных дорог

Замысел такого музея зародился ещё в межвоенный период. Музей появился в 1966 году, когда руководство Вильнюсского отделения Прибалтийской железной дороги основало «Музей славы труда железнодорожников». Фотографии, макеты, различные материалы о жизни железнодорожников положили начало фондам музея. Музей действовал в нынешнем административном здании акционерного общества «Литовские железные дороги» на улице Миндауго в Вильнюсе (Mindaugo g. 12/14).
В 1979 году музей получил звание народного музея. В 1985 году ему было присвоено имя основателя Георгия Жемайтиса (Lietuvos geležinkelininkų Georgijaus Žemaičio liaudies muziejus). В 1998 году музей был перемещён в новое помещение (Mindaugo g. 15).
В декабре 2010 года музей был закрыт на реконструкцию и переведён в новые помещения в здании железнодорожного вокзала. 1 июня 2011 года музей вновь был открыт для посетителей. C 2019 года началась подготовка к модернизации музея средствами Литовских железных дорог и структурных фондов ЕС. По состоянию на октябрь 2021 года экспозиция в здании музея была закрыта на модернизацию; экспозиция под открытым небом действует. В 2021 году на вокзале планировалось открытие нового железнодорожного музея после реконструкции.

## Экспозиция

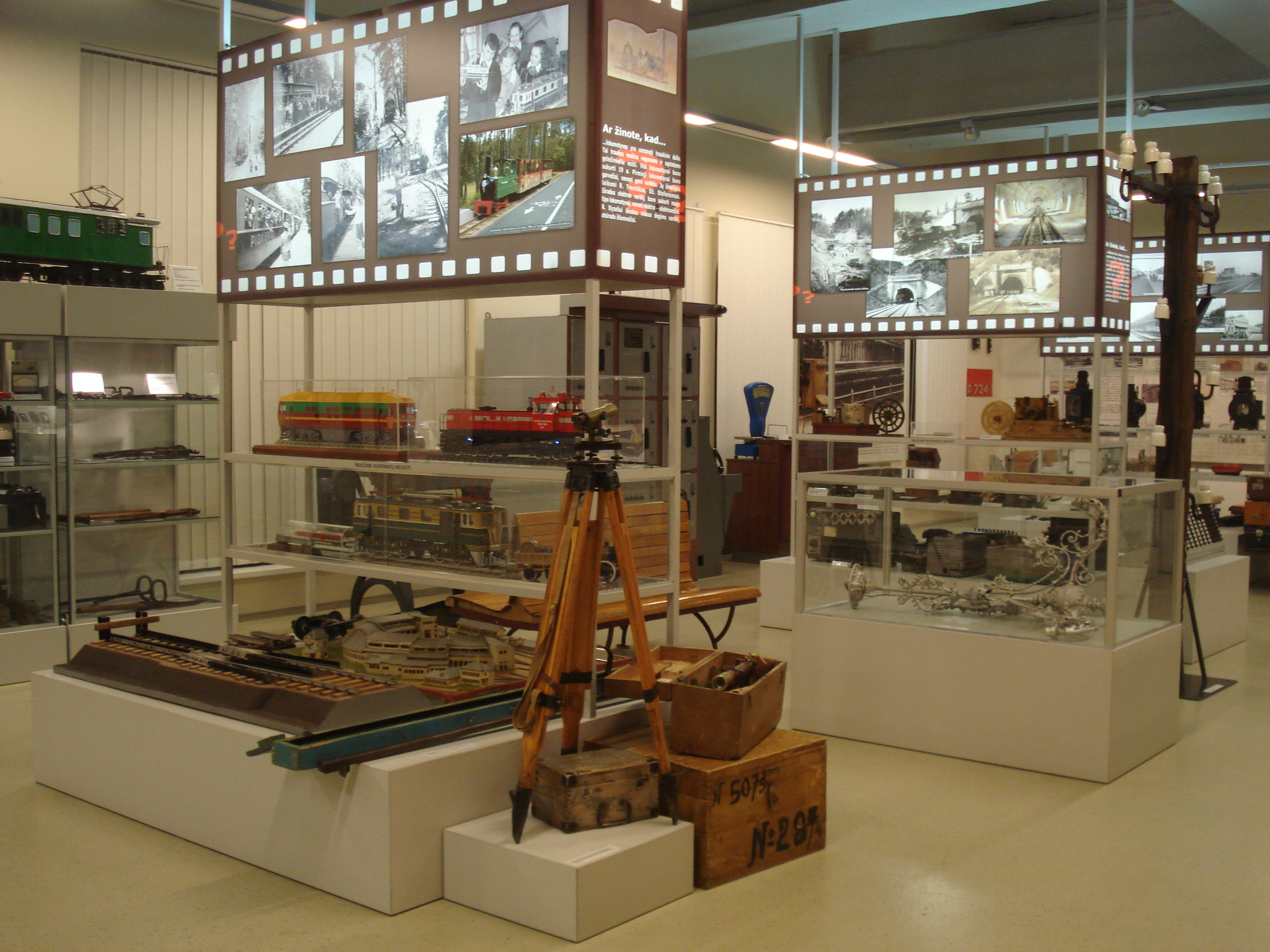
Экспозиция музея

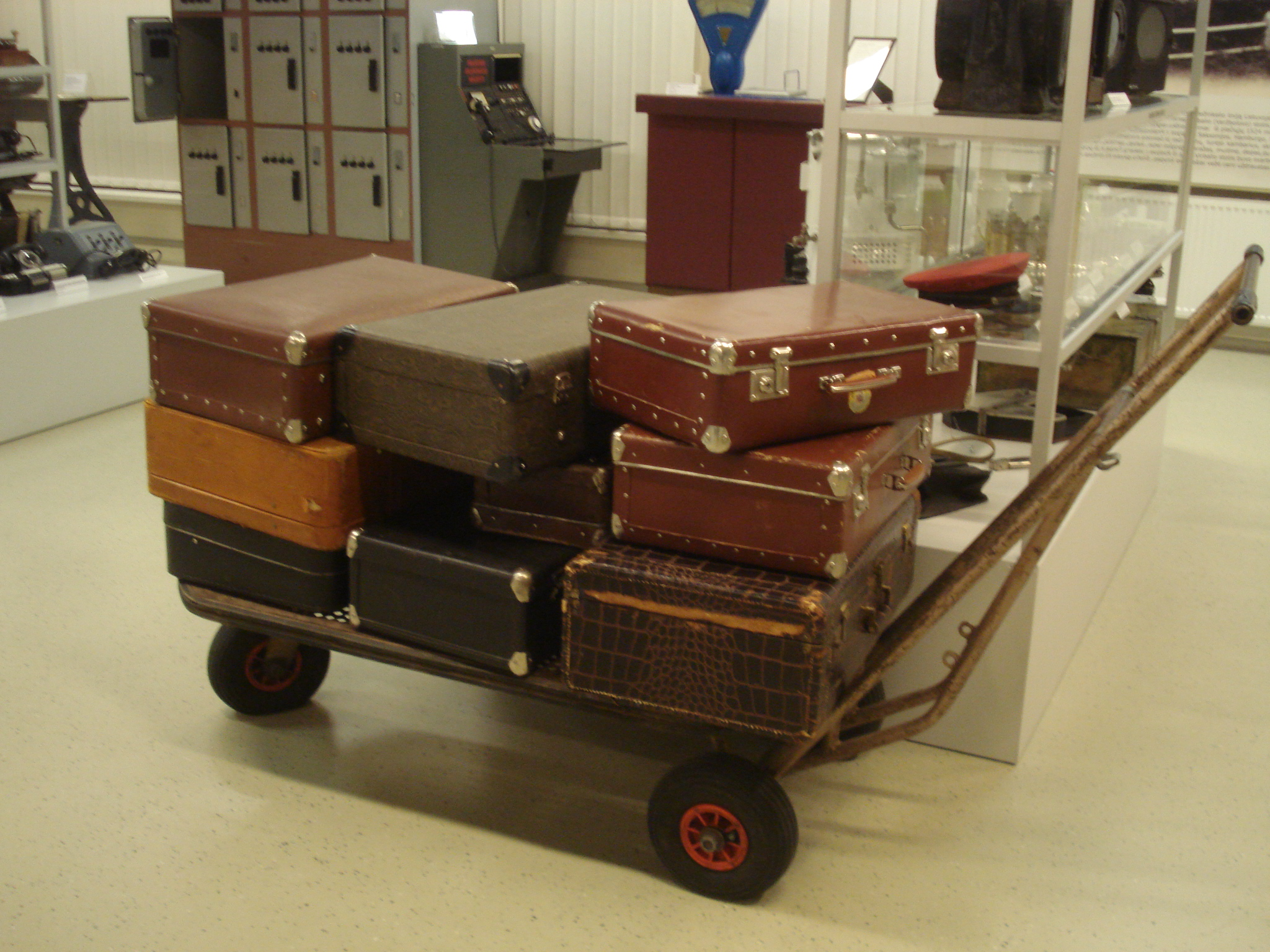
Чемоданы в экспозиции музея

Экспозиция занимает площадь 800 м² и состоит из трёх основных зон: информационной, где располагаются экспонаты (около 9000 единиц хранения); культурной, где проходят мероприятия; образовательной, где можно увидеть движущиеся модели поездов. Посетители знакомятся с различными маршрутами пассажирских поездов, разного рода приборами и орудиями труда железнодорожников различных эпох. В экспозиции, помимо приборов и орудий труда, — фотографии, схемы, знаки и значки, таблички, плакаты, образцы чемоданов, подстаканников и тому подобное.
С апреля по ноябрь действует также экспозиция под открытым небом на площади 7100 м². Это багажная рампа и четыре железнодорожных тупика, на которых располагаются экспонаты — паровозы, тепловозы, вагоны. Рядом с паровозом находится гидравлическая колонка, изготовленная в Каунасе в 1938 году. На рампе можно увидеть старинные весы, отопительный котёл вагона и другие экспонаты.